# Nobody (canção de Wonder Girls)
"Nobody" é uma canção do girl group sul-coreano Wonder Girls, pertencente a seu primeiro EP, The Wonder Years: Trilogy (2008). A canção foi lançada no formato de download digital na Coreia do Sul em 22 de setembro de 2008. Escrita e produzida por Park Jin-young, e contendo um sample da canção  "Johnny Johnny" do trio italiano La La, tornou-se popular dentro de horas após seu lançamento, atingindo a posição de número um em diversos sites de música digital. "Nobody" foi gravado em coreano, inglês, chinês e japonês.
Em setembro de 2008, a canção havia vendido 28,160 cópias nos Estados Unidos, tornando-a primeira canção de K-pop da história a entrar na parada Billboard Hot 100.

## Faixas
| Download Digital (em coreano) |          |        |                |         |  |
| N.º                           | Título   | Letras | Música         | Duração |  |
| 1.                            | "Nobody" | Park   | Park Rainstone | 3:33    |  |

Download digital (em inglês)
1. "Nobody (English Version)"

| CD single (em inglês) |                                                                            |        |                                                                                                  |         |  |
| N.º                   | Título                                                                     | Letras | Música                                                                                           | Duração |  |
| 1.                    | "Nobody" (participação de vocais de J.Y. Park "The Asiansoul" e Kim Hyuna) | Park   | Park Woo Seok Rhee "Rainstone" Ho Yoon Moon "Moonworker" Jun Soo Nuh Brian Stanley Brian Gardner |         |  |
| 2.                    | "Nobody" (Jason Nevins Remix)                                              | Park   | Park Woo Seok Rhee "Rainstone" Ho Yoon Moon "Moonworker" Jun Soo Nuh Brian Stanley Brian Gardner | 3:35    |  |
| 3.                    | "Nobody" (Karaokê)                                                         |        |                                                                                                  | 3:34    |  |

| EP de remisturas |                                                     |         |  |
| N.º              | Título                                              | Duração |  |
| 1.               | "Nobody (Jason Nevins Remix)"                       |         |  |
| 2.               | "Nobody (Jason Nevins Extended Remix)"              |         |  |
| 3.               | "Nobody (Jason Nevins Remix Instrumental)"          |         |  |
| 4.               | "Nobody (Jason Nevins Extended Remix Instrumental)" |         |  |

## Desempenho nas paradas
| Paradas (2008–09)                            | Melhor posição |
| -------------------------------------------- | -------------- |
| Estados Unidos (Billboard Hot 100)           | 76             |
| Estados Unidos (Billboard Heatseekers Songs) | 4              |

## Prêmios
| Ano  | Premiação                    | Categoria                             | Resultado | Ref.  |
| ---- | ---------------------------- | ------------------------------------- | --------- | ----- |
| 2008 | Cyworld Digital Music Awards | Canção do Mês (Setembro)              | Venceu    | [ 5 ] |
| 2008 | Cyworld Digital Music Awards | Canção do Mês (Outubro)               | Venceu    | [ 5 ] |
| 2008 | MKMF Awards                  | Canção do Ano                         | Venceu    | [ 6 ] |
| 2008 | MKMF Awards                  | Melhor Vídeo Musical                  | Venceu    | [ 7 ] |
| 2009 | Seoul Music Awards           | Gravação do Ano em Lançamento Digital | Venceu    | [ 8 ] |

## Histórico de lançamento
| País           | Data                    | Formato(s)          | Gravadora(s)      |
| -------------- | ----------------------- | ------------------- | ----------------- |
| Coreia do Sul  | 22 de setembro de 2008  | CD Download digital | JYP Entertainment |
| Estados Unidos | 26 de junho de 2009     | download digital    | JYP Entertainment |
| Estados Unidos | 30 de setembro de 2009  | CD                  | JYP Entertainment |
| China          | 10 de fevereiro de 2010 | CD download digital | JYP Entertainment |
| Japão          | 25 de julho de 2012     | EP                  | DefStar Records   |